# Championnat de France de hockey sur gazon 1899
Le championnat de France de hockey sur gazon 1899 est la 1re édition du championnat de France de hockey sur gazon.
Trois équipes sont engagées dans la compétition. Celle-ci est organisée entre les mois de janvier et de mars 1899.

## Organisation de la compétition

### Fonctionnement
L'USFSA crée une commission dédiée au hockey sur gazon en 1898. Elle est composée de :
- Jules Formigé (Hockey Club), président
- Tanon (Hockey Club), secrétaire
- Pellissier (RCF), J. Garien (RCF) et Edward P. Denny (Anglo-Saxon School Athletic Club), membres

### Règlement de la compétition
En avril 1898, la commission « commence la révision des règles de hockey et prie toutes les sociétés qui pratiquent ou qui désirent pratiquer ce sport d'en prévenir au plus tôt l'union ». Le 4 janvier 1899, la rédaction des règles est terminée.
Le règlement prévoit que chaque équipe engagée doit jouée une partie contre chacune des équipes engagées. Le droit d'engagement est fixé à 10 francs. Les matchs se dispute en deux mi-temps de 30 minutes avec un changement de côté à la mi-temps.
La majorité des règles n'ont pas changées . Cependant, quelques différences sont à noter. La balle est un balle de cricket peinte en blanc. Les crosses doivent être entièrement en bois (aucune partie en fer n'est tolérée) et aucun élément ne doit être pointu.  Les crosses doivent également passer dans un anneau de 6 cm de diamètre. Il est également possible d'accrocher la crosse d'un adversaire si celui-ci est en position de jouer la balle.

### Clubs engagés et calendrier
Trois clubs (Union Athlétique du Premier Arrondissement (UAI), le RCF et le HC de Paris) décident de s'engager dans la compétition.
Le championnat initial est prévu comme tel :
| Date  | Rencontre |
| ----- | --------- |
| 29/01 | UAI - HC  |
| 05/02 | RCF - UAI |
| 12/02 | HC - RCF  |
| 19/02 | UAI - RCF |
| 26/02 | RCF - HC  |
| 05/03 | HC - UAI  |

## Compétition

### Pré saison

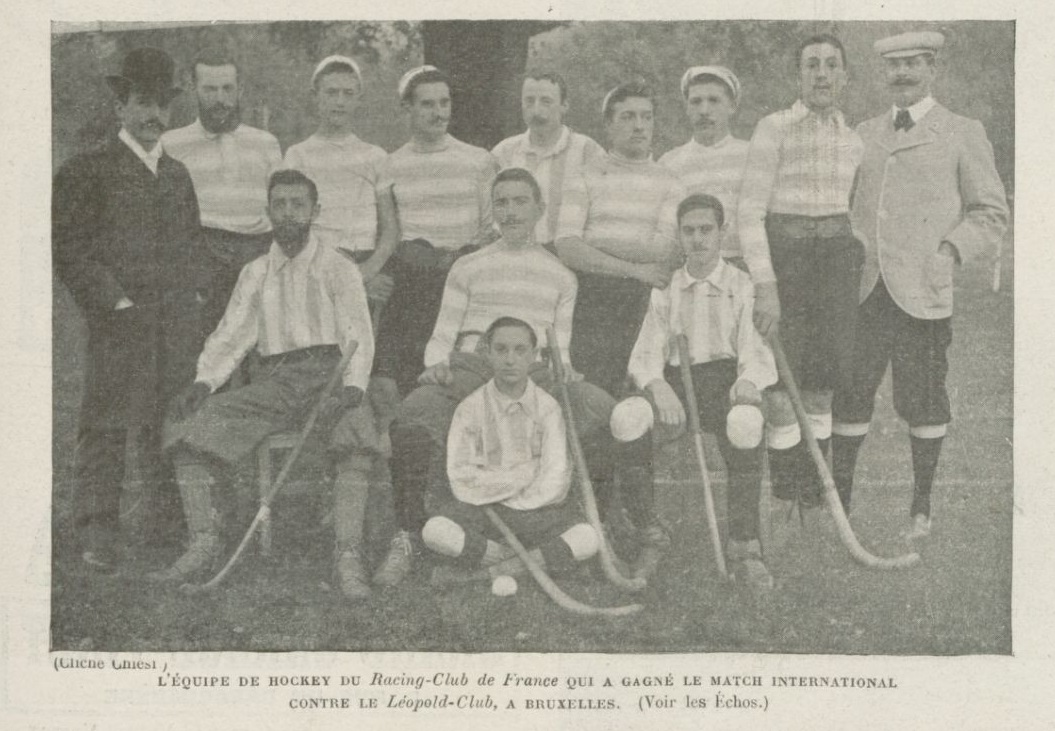
L'équipe du Racing Club de France face au face au Royal Léopold Club.

Le 9 janvier 1898, le Racing Club de France dispute le premier match de son histoire face au Hockey Club de Paris. Le Racing Club de France s'incline 5-1.
Le mardi 1er novembre 1898, le RCF a joué le premier match international de son histoire à Bruxelles face au Royal Léopold Club. Le Racing l'emporte 5-1.
Le 15 janvier 1899, l'équipe première du Hockey Club affronte une équipe mixte du Racing Club.
Le 7 février 1899, le Racing Club de France affronte lors d'un match amical une équipe du HC Paris complété par quelques joueurs du Racing à Levallois. Le Racing l'emporte 4-2.

### Déroulement du championnat

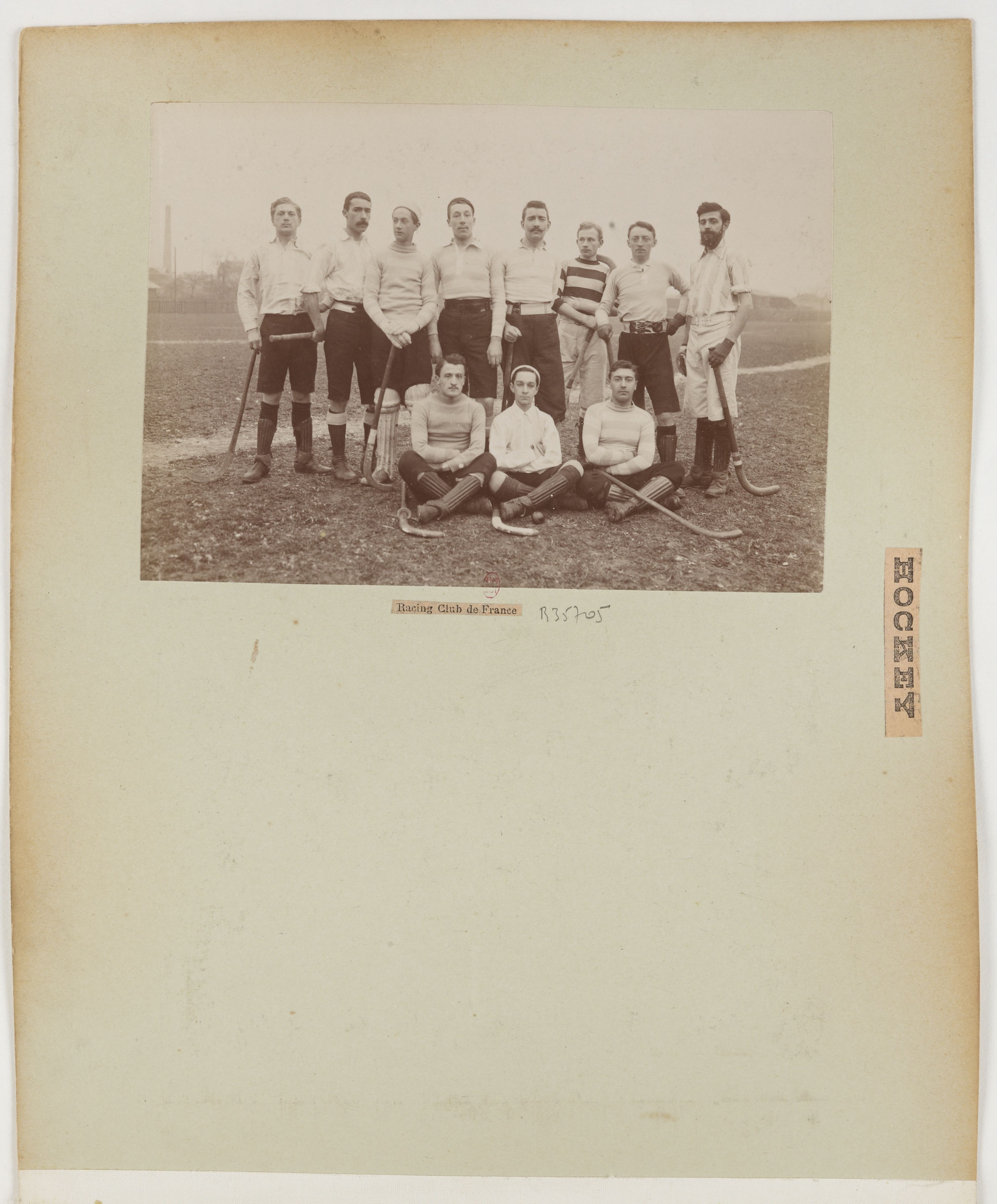
La Racing Club de France en 1899.

Lors de la première rencontre du championnat le HC Paris domine la Racing club de France.
Le dimanche 19 février 1899, le Racing Club de France accueille le HC Paris à 15h15 au Parc des Princes. L'USFSA organise à 13h30 un match du championnat de football entre l'Iris Club lillois et Le Havre Athletic Club. Les deux clubs de province sont présents mais aucune équipe n'a apporté de ballon. Les deux équipes mettent une heure à en trouver un et débutent le match en retard. À la mi-temps du match de football, les hockeyeurs du Racing s'emparent du terrain et joue le match face au HC Paris. Le Racing s'impose 2-0 grâce à deux buts de Casdagli.
Le 5 mars 1899, le Racing Club de France joue un match amical à Dieppe. Il s'agit du premier match du club dieppois et la Racing s'impose 2-1.
Une finale est disputée le 12 mars 1899. Celle-ci est très disputée et c'est le Racing qui s'impose 3-1 après deux prolongations de 10 min face au HC de Paris. La composition de l'équipe du Racing est la suivante : gardien : Du Coteau, arrière : Foucault (capitaine), demis : Decugis, Lefèvre, Bellay, avants : Renché, Meïers, Chrysoveloni, Martin et Casvagli. Widner est remplaçant en raison d'un coup reçu à la jambe.
Un championnat interscolaire est également organisé. Les droits d'engagements sont fixés à 5 francs. Trois associations sportives s'engagent et c'est l'Association athlétique alsacienne qui remporte le titre.

### Match international

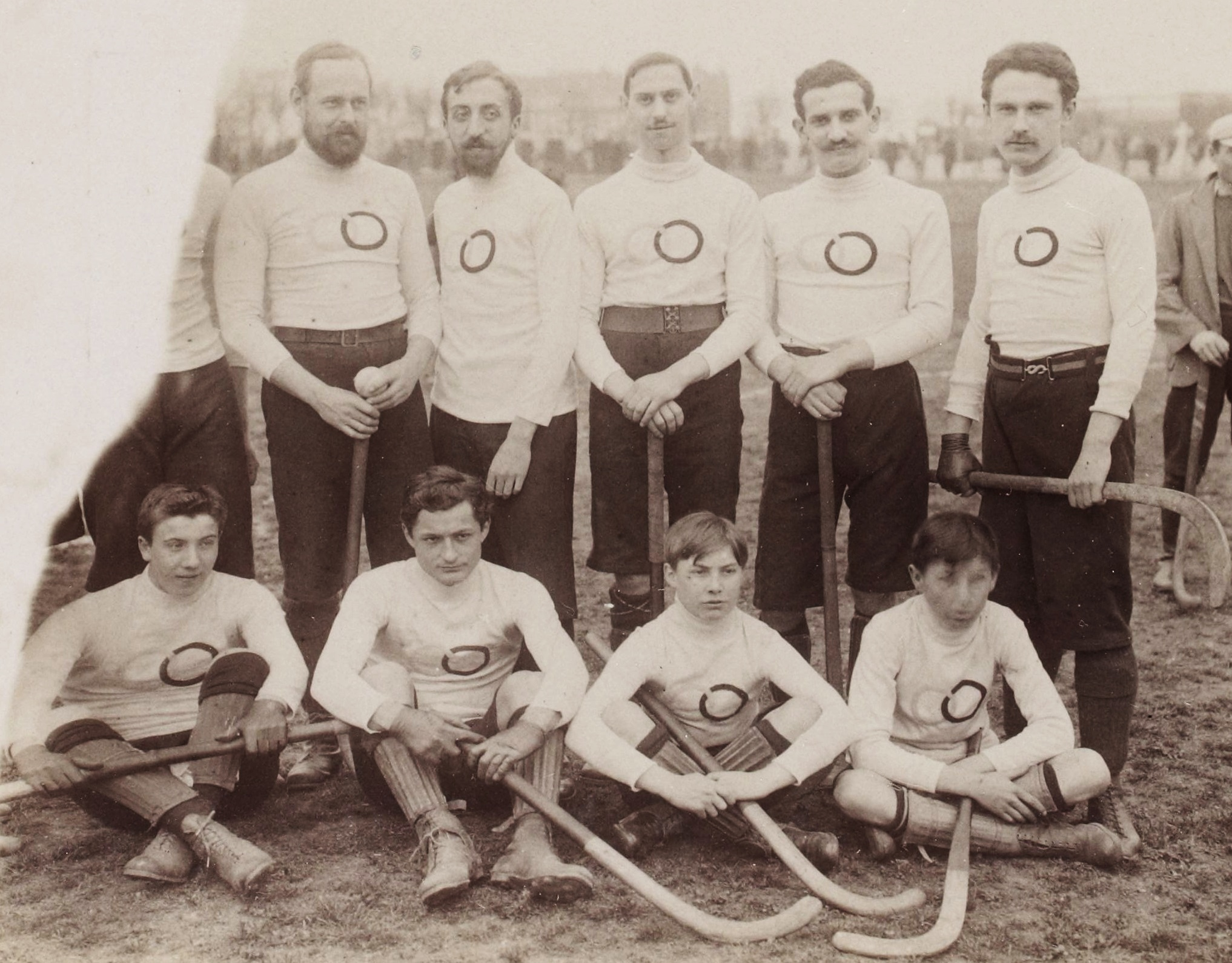
L'équipe de France de hockey sur gazon en 1899 (capitaine haut à G.).

Le 1er avril 1899, l'équipe de France joue son premier match international, de son histoire face à une sélection de English Hockey Association (en). L'équipe de France s'incline 11-1, ou 11-2,.